# Competición diacrónica
La competición diacrónica es un término acuñado por Richard Heinberg para referirse al proceso derivado de las consecuencias del agotamiento del petróleo. Al decir "competición diacrónica", se refiere a que las generaciones presentes utilizarán el petróleo en la medida necesaria para sustentar el actual modo de vida de la civilización, en detrimento o a expensas de las posibilidades de las generaciones futuras de alcanzar el desarrollo que haría posible el mismo modo de vida, o lo que pareciera ser una suerte de hipoteca sobre el futuro de las demás generaciones. Esta idea se basa en el presupuesto de que para que las generaciones futuras alcancen el nivel de vida de las actuales generaciones, requerirán crecientes fuentes de energía, y estas fuentes de energía, tal como se configura el modo actual de progreso humano, provienen en su mayor parte de los hidrocarburos (petróleo), elemento que posiblemente haya comenzado a mermar luego de haber alcanzado lo que él llama "cénit del petróleo". Lo que sucede luego de haber traspasado el cenit es que, además de acaparar recursos y quitárnoslos unos a otros en el presente, con nuestro consumo desmesurado de recursos, los vivos del presente estamos reduciendo la probabilidad de supervivencia de nuestra propia descendencia.